# Ганс-Георг Герцог
Ганс-Георг Герцог (нім. Hans-Georg Herzog; 10 вересня 1912, Гротткау — 20 липня 1959, Гельзенкірхен) — німецький офіцер, оберстлейтенант резерву вермахту. Кавалер Лицарського хреста Залізного хреста з дубовим листям.

## Біографія
В 1934/36 році пройшов службу у вермахті як офіцер резерву. В серпні 1939 року був призваний в армію і зарахований в 13-й стрілецький полк 5-ї танкової дивізії. Учасник Польської і Французької кампаній. З квітня 1941 року — командир 1-ї роти свого полку. Учасник Балканської кампанії і Німецько-радянської війни. З літа 1942 року — командир 1-го батальйону свого полку, з 1 травня 1943 року — 2-го батальйону 14-го моторизованого полку своєї дивізії. З 9 лютого 1944 року — командир свого полку, який вів важкі оборонні бої на Сході. З 9 квітня 1945 року — командир своєї дивізії. 17 квітня 1945 року взятий в полон радянськими військами. В жовтні 1955 року переданий владі ФРН і звільнений.

## Нагороди
- Залізний хрест
  - 2-го класу (14 червня 1940)
  - 1-го класу (29 квітня 1941)
- Німецький хрест в золоті (30 липня 1942)
- Медаль «За зимову кампанію на Сході 1941/42»
- Почесна застібка на орденську стрічку для Сухопутних військ (27 вересня 1943)
- Лицарський хрест Залізного хреста з дубовим листям
  - лицарський хрест (6 квітня 1944)
  - дубове листя (№798; 23 березня 1945)